# Porcellio rucneri
Porcellio rucneri là một loài chân đều trong họ Porcellionidae. Loài này được Verhoeff miêu tả khoa học năm 1967.